# Tuzi Ljevorečke
Tuzi Ljevorečke  (cyr. Тузи Љеворечке) – wieś w Czarnogórze, w gminie Podgorica. W 2003 roku liczyła 6 mieszkańców.